# 高橋美由紀 (陸上選手)
高橋 美由紀（たかはし みゆき、1946年9月25日 - ）は、日本の陸上競技の選手である。1964年東京オリンピックに女子五種競技で出場した。 